# 79375 Valetti
79375 Valetti este un asteroid din centura principală, descoperit pe 16 martie 1997, de Vittorio Goretti.